# Obuchowyczi
Obuchowyczi (ukr. Обуховичі) – wieś na Ukrainie, w obwodzie kijowskim, w rejonie wyszogrodzkim, w hromadzie Iwanków. W 2001 liczyła 1640 mieszkańców, spośród których 1596 wskazało jako ojczysty język ukraiński, 41 rosyjski, 1 białoruski, a 2 inny.